# فلاكيوتيس (لاكونيا)
فلاكيوتيس (Βλαχιώτης) هي مدينة في لاكونيا في مقاطعة كينتريكي إلادا في اليونان. يبلغ عدد سكانها حوالي 2179 نسمة.